# Дитячий рух
«Дитячий рух» — український радянський журнал.

## Історія
Заснований у жовтні 1925 року в Харкові як орган Центрального бюро Комітету дитячого руху при ЦК ЛКСМУ. 
З 1934 року його друкували у Києві під назвою «Піонервожатий» як орган Центрального і Київського комітетів ЛКСМУ.
Виходив до грудня 1941 щомісяця (у період з 1931 по 1933 рік — двічі на місяць). Тираж зазначали з 1931 року (варіювався 40 тисяч до близько 18 тисяч примірників). 
Відповідальний редактор — Ю. Самотой, О. Буров (1927–28), У. Родомська (1928–29).

## Опис
Основними відділами були:
- «Загальний» (про теоретичні основи дитячого руху та загальні питання керівництва),
- «Всесвітній дитячий рух» (висвітлював дитячий рух за кордоном),
- «Бесіди з керівником» (містив матеріали для самоосвіти робітників дитячого руху),
- «Наша трибуна» (публікації на актуальні теми),
- «Наш досвід» (про роботу піонерзагонів на місцях),
- «Керуючі матеріали»,
- «Бібліографія».[1]